# تشكيلة سلامية
التشكيلة السلامية (الفلنكس من اليونانية القديمة: φάλαγξ، اليونانية الحديثة: φάλαγγα، الإنجليزية:phalanx) هي تشكيلة تكتيكية عسكرية، متألّفة بالعادة من المشاة الثقيلة بالكامل، وهي مسلّحة بسلاح الرمح أو البايك أو الساريسا. المصطلح غير معروف بالعربية، وتم تعريبه من الكلمة الإنجليزية phalanx التي تعني سلاميات اليد ، ذلك أن الرماح المتتالية في الرتل الواحد لهذه التشكيلة تتخذ شكلاً مقارباً لسلاميات اليد أو الرجل، وهي تعني باليونانية إصبع. وقد استخدمت بالأجنبي لوصف التشكيلة المستخدمة في الحروب اليونانية القديمة، رغم أن الكتّاب اليونانيين القدماء استخدموا الكلمة الأجنبية للدلالة على أية كتلة من تشكيلات المشاة بغض النظر عن جهازها أو سلاحها، كما فعل آريانوس في الاصطفاف ضد الآلانيين عندما يذكر فيالقه الرومانية. وتشير النصوص اليونانية أن بامكان السلاميات أن تُنشر للقتال مباشرة وهي في حال المسير أو التخييم.
وإذ استخدم الأسبرطيون التشكيلة السلامية برمح قصير أكثر مرونة، فإن السلامية المقدونية التي قادها الإسكندر استخدمت رمح الساريسا الذي يعتبر أطول وأثقل وكان لا يحمل إلا بكلتا اليدين.

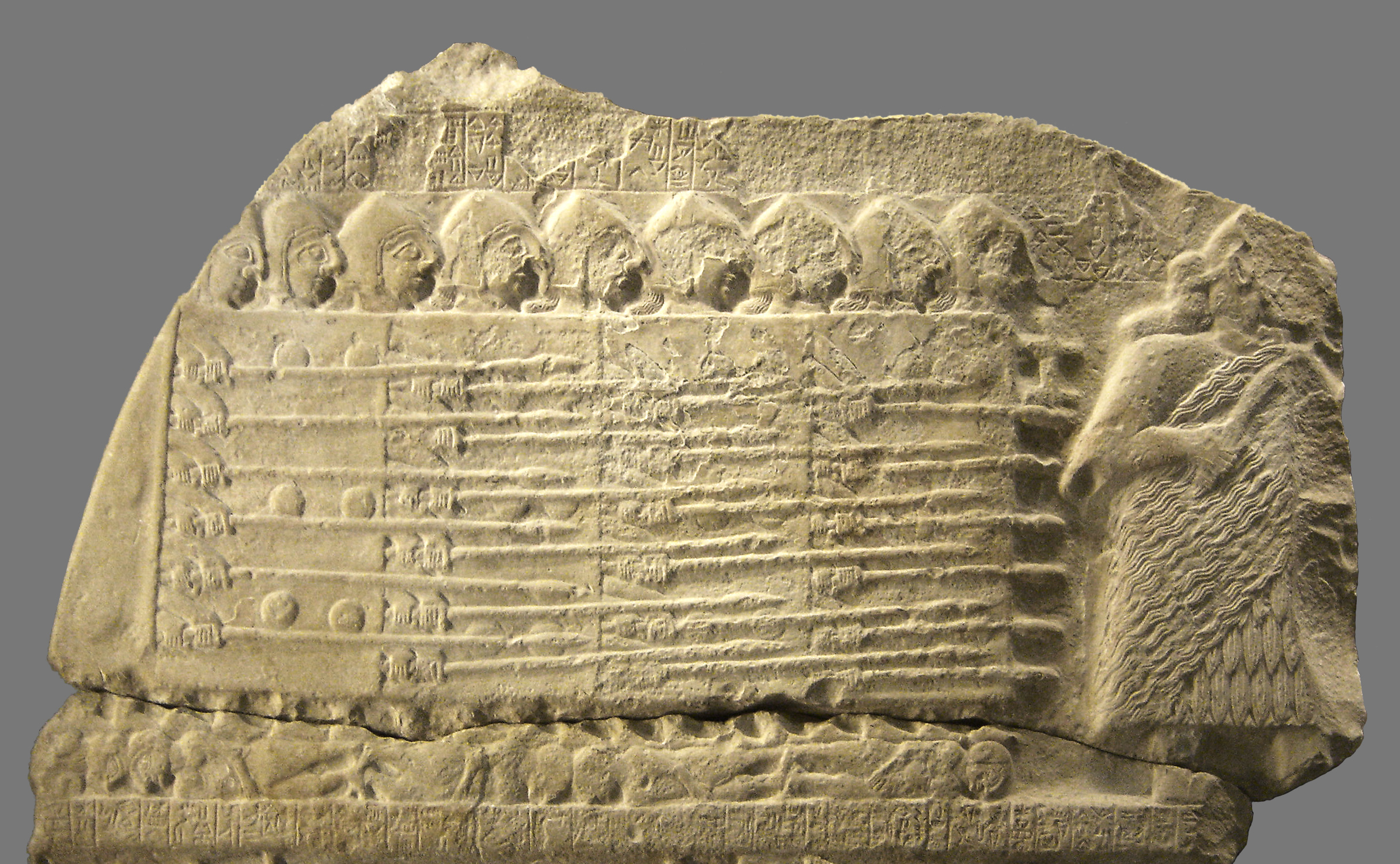
تشكيلة سلامية سومرية موجودة على قاعدة مسلة سومرية اسمنها

إن أبكر التصويرات التي أظهرت تشكيلة مشابهة للتشكيلة السلامية هي على مسلة سومرية عائدة للقرن الخامس والعشرين قبل الميلاد. وتظهر فيها الجنود وكأنهم يحملون الرماح والخوذ ودرع كبير يغطي كامل جسدهم. وقد عرف عن المصريين القدماء أنهم استخدموا نفس هذه التشكيلة. وقد كان المستخدم الأول لكلمة فلنكس هو الشاعر اليوناني هوميروس، وقد استخدمها للدلالة على جنود الهوبليت المقاتلة في صف معركة منظّم. وقد استخدمها الشاعر هوميروس ليميّز هذا الشكل من القتال الجماعي عن النزالات الفردية للأبطال التي تملأ أشعاره.
ولم يتّفق المؤرخون عن طبيعة العلاقة بين التشكيلة الإغريقية والتشكيلات السالفة لها. لكن مبدأ جدار التروس والرماح المشرعة كانت معروفاً بشكل كبير في أغلب الحضارات على مرّ التاريخ، وقد تكون العلاقة علاقة تطورية لهذه التشكيلة ولم تكن علاقة عشوائية.

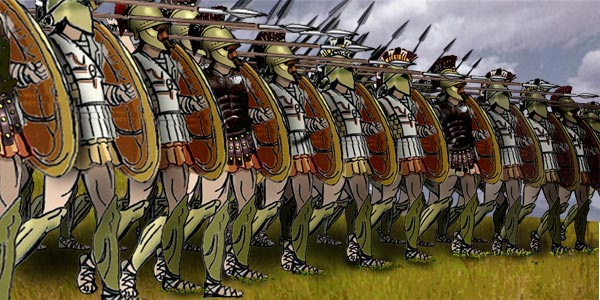
تصوير لجنود هوبليت إغريق يسيرون في تشكيلة سلامية

ويرجع المؤرخون لأصل سلامية الهوبليت من اليونان القديمة إلى القرن الثامن قبل الميلاد في أسبرطة، لكنهم بدأوا يعيدون النظر في ذلك. ويحتمل أن هذه التشكيلة ظهرت في القرن السابع ق.م. بعد استحداث درع الهوبلون، وهو الترس الدائري المقعر الشكل الذي يستخدمه الهوبليت في مدينة أرغوس، وهذا الترس هو الذي مكّن من الاصطفاف في هذه التشكيلة. وقد عززت من هذه الاعتقاد الفخاريات والأواني المطلية بتصويرات التشكيلة والتي تعود إلى عام 650 ق.م. بجنود مجهزين بهذه التروس والرماح.

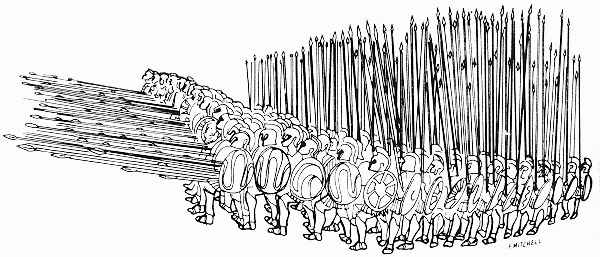
سلامية مقدونية